# ファーストリテイリング
株式会社ファーストリテイリング（英: FAST RETAILING CO., LTD.） は、株式会社ユニクロや株式会社ジーユーなどの衣料品会社を傘下にもつ持株会社である。山口県山口市に本社を、東京都港区のミッドタウン・タワーに六本木本部を、江東区に有明本部を置く。東京証券取引所プライム上場。日経平均株価およびTOPIX Core30、JPX日経インデックス400の構成銘柄の一つ。
世界のカジュアル衣料品の企業の中での売り上げはZARAを擁するインディテックス（スペイン）、H&M（スウェーデン）に次ぐ第3位、時価総額は、インディテックスに次ぐ世界2位である。メディアではファストリと略称されることもある。

## 概要
カジュアル衣料品の「ユニクロ」を中心として、衣料・靴などの小売店舗を展開する企業群を傘下に有する。創業者である柳井正代表取締役会長兼社長のもと、ZARA、GAPに代表されるような世界的な衣料品企業を目指し、積極的に海外展開およびM&Aを行いグループを拡大している。現在はスペインのインディテックス（ZARA）、スウェーデンのH&Mに次ぐ世界3位の売上高を誇る。2019年8月期決算では営業利益において初めて海外部門が上回った。特に、中国、香港、台湾で構成される「グレーターチャイナ」が海外成長の原動力となっており、今後も中国を中心としたアジアに注力していくと柳井社長は表明している。
社名は英語で「素早く（提供する）」を意味する "Fast" と 「小売業」を意味する "Retailing" を組み合わせた造語で、ファストフードのように素早く商品を提供できる小売業、すなわちファストファッションを目指して名付けられたものである。企業理念は「服を変え、常識を変え、世界を変えていく」である。
代表的なブランドの「ユニクロ」はもともとファーストリテイリングが自社で直接手がけていたブランドだったが、2005年11月に 衣料品の製造・小売に関する営業を会社分割（吸収分割）し、完全子会社の株式会社ユニクロ（旧サンロード）に承継している。

## 傘下企業

### 日本
株式会社ユニクロ
ファーストリテイリングの中核事業であるカジュアル衣料ブランド「ユニクロ（UNIQLO）」を展開している。
株式会社ジーユー
低価格衣料ブランド「GU」を展開している。
株式会社リンク・セオリー・ジャパン
アメリカのアフォーダブルラグジュアリーブランド「セオリー（Theory）」および「セオリーリュクス（theory luxe）」、コンテンポラリーブランド「HELMUT LANG（ヘルムート・ラング）」を展開している。
株式会社プラステ
セレクトショップブランド「PLST（プラステ）」を展開している。 かつてはリンク・セオリー・ジャパンの一ブランドだったが、2018年9月1日に分社化・独立した。

### フランス
コントワー・デ・コトニエ（Comptoir des Cotonniers S.A.S.）
フランスのカジュアル衣料品企業。本国のみならず世界8か国（イギリス・ドイツ・ベルギー・スペイン・イタリア・スイス・韓国・日本）で店舗展開を行っている。
プリンセス タムタム（Princesse Tam.Tam S.A.S.）
フランスのランジェリーメーカー。日本においては2012年より都心を中心に店舗展開が行われていたが、2016年に国内から撤退。その後2018年3月に、ユニクロとのコラボレーションによる水着コレクションが発表されている。

### かつて存在した傘下企業
株式会社ナショナルスタンダード
2004年に買収し子会社化（出資比率84.6%）。しかし事業の不調により2006年3月に解散、同年6月に清算が完了した。
アスペジ・ジャパン株式会社
イタリアの衣料ブランド「アスペジ（ASPESI）」の日本展開を行っていた会社。旧社名はシールド。2005年に株式の60%を取得し子会社化。2008年7月に保有全株式を Alberto Aspesi & C S.p.A.（アスペジのイタリア本部）に売却した。
株式会社キャビン
婦人服専門チェーン店を展開。2010年9月1日付でリンク・セオリー・ジャパンに吸収合併された。

## 沿革
- 1946年（昭和21年）10月20日 - 柳井政雄が山口市に小郡商事を創業[要出典]。
- 1949年（昭和24年）3月 - 柳井政雄の弟で、小郡商事の繊維・洋服部門を担当していた柳井等が宇部市に個人営業として[要出典]、メンズショップ小郡商事を創業[2][広報 14]。
- 1963年（昭和38年）5月1日 - 法人化し、資本金600万円で小郡商事株式会社を設立[2]。
- 1972年（昭和47年）8月 - 柳井等の長男である[要出典]柳井正が入社[広報 15]。
- 1984年（昭和59年）
  - 6月 - 広島市中区に「ユニーク・クロージング・ウエアハウス」（略称・ユニクロ）1号店（袋町店）を開店[2][広報 14]。
  - 9月 - 柳井正が代表取締役社長に就任[広報 15]。
- 1985年（昭和60年）6月 - 下関市にロードサイド型1号店（山の田店）を開店[広報 14]。その後のユニクロ店舗の原形となる[広報 14]。
- 1986年（昭和61年）10月 - 山口市にフランチャイズ型1号店（山口店）を開店[要出典]。
- 1989年（平成2年）2月 - 自社企画商品の開発体制の充実を目的として、吹田市に大阪事務所を開設[要出典]。
- 1991年（平成3年）9月 - 商号を株式会社ファーストリテイリングに変更[2]。
- 1992年（平成4年）4月 - OS本店をユニクロ恩田店に業態変更し、全店を「ユニクロ」に統一[広報 16]。
- 1994年（平成6年）
  - 3月 - 分散していた本部機能の効率化のため、宇部市に本社新社屋を建設し移転[要出典]。
  - 7月 - 広島証券取引所に上場[2]。
- 1996年（平成8年）11月 - 自社企画商品の開発体制の充実を目的として、渋谷区に東京事務所を開設[広報 14]。
- 1997年（平成9年）
  - 4月 - 東京証券取引所二部に上場[2]。
  - 10月 - スポーツカジュアル店「スポクロ」、ファミリーカジュアル店「ファミクロ」の新業態店舗を出店[要出典]。
- 1998年（平成10年）
  - 2月 - 事業拡大に対応する本部機能充実のため、山口市に本社新社屋を建設し移転[広報 16]。大阪事務所と東京事務所を統合し、新たに渋谷区に東京事務所を開設。
  - 11月 - 首都圏初となる都心型店舗（原宿店）を開店[広報 16]。
  - 同年 - 小郡商事創業者の柳井政雄が死去[要出典]。
- 1999年（平成11年）
  - 2月 - メンズショップ小郡商事創業者の柳井等が死去[要出典]。
  - 2月 - 東京証券取引所一部に指定替え[2]。
  - 4月 - 生産管理業務の充実を図るため、中国に上海事務所を開設。
- 2000年（平成12年）
  - 4月 - マーチャンダイジングおよびマーケティング機能の強化を図るため東京事務所を閉鎖し、山口にあるその機能と統合し[要出典]渋谷区に東京本部を開設[広報 14]。
  - 10月 - インターネット通信販売を開始。
- 2001年（平成13年）9月 - ユニクロ海外進出（イギリス・ロンドンに4店舗）[広報 16]。
- 2002年（平成14年）
  - 3月 - 広島証券取引所の上場を廃止[2]。
  - 4月 - ユニクロデザイン研究所（現：R&Dセンター）を開設。
  - 9月2日 - 子会社・株式会社エフアール・フーズ（青果通信販売SKIP）設立[24]。
  - 11月 - 玉塚元一が代表取締役社長に、柳井正が代表取締役会長に就任[要出典]。SKIP（スキップ）というブランド名で食品事業を開始。
- 2003年（平成15年）6月 - 東京本部を大田区に移転[要出典]。
- 2004年（平成16年）
  - 1月 - 株式会社リンク・インターナショナル（後の株式会社リンク・セオリー・ホールディングス）に資本参加[広報 16]。
  - 2月 - 株式会社ナショナルスタンダードを子会社化[広報 17]。
  - 3月 - エフアール・フーズを解散。青果通信販売SKIP終了[25]。
  - 10月 - ユニクロ初の500坪超えの大型店、ユニクロ心斎橋店を出店。
  - 12月 - UNIQLO Desighn Studio, New York, Inc.（現：R&Dセンター）を米国に設立。韓国におけるユニクロ事業のため、韓国ロッテショッピング社との合併会社、エフアールエアコリアを設立。
- 2005年（平成17年）
  - 3月 - 会社再建中だった、株式会社ワンゾーン（旧株式会社靴のマルトミ）を100%子会社化[広報 7]。
  - 5月 - コントワー・ デ・コトニエのNELSON FINANCES S.A.S.（現：COMPTOIR DES COTONNIERS S.A.S.）を子会社化[広報 16]。
  - 8月 - 日経平均株価の構成銘柄に採用。
  - 9月 - 玉塚元一社長が退任、柳井正会長が社長を兼任[広報 15]。コントワー・デ・コトニエ・ジャパン㈱を設立。イタリアで展開するASPESI（アスペジ）ブランドの日本における販売子会社、アスペジ・ジャパンを子会社化。韓国初のユニクロ店舗をソウルに出店。米国初のユニクロ店舗をニュージャージー州に出店。香港初のユニクロ店舗を尖沙咀に出店。ウィメンズインナー専門店BODY by UNIQLOを銀座に出店。
    - アスペジ・ジャパン株式会社を子会社化[広報 7]。

  - 10月 - ミーナ天神がオープン、商業施設開発・運営事業に進出[広報 18]。銀座に大型店を出店。キッズ・ベビー専門店ユニクロキッズを出店。
  - 11月 - 会社分割により持株会社化[広報 16]。
- 2006年（平成18年）
  - 2月 - プリンセス タム・タムのPETIT VEHICULE S.A.S.（現：PRINCESSE TAM TAM S.A.S.）を子会社化[広報 16]。COMPTOIR DES COTONNIERS（コントワー・デ・コトニエ）の日本1号店を出店。
  - 3月 - 株式会社ジーユーを設立[広報 16]。東京本部を千代田区九段北に移転[広報 19]。
  - 4月 - 株式会社キャビンの株式25.7%[要出典]を取得し業務提携[広報 19]。婦人服を展開するキャビンへ出資。
  - 5月 - ナショナルスタンダード事業を撤退[広報 17]。
  - 6月 - ㈱東レとユニクロが「戦略的パートナーシップ」の構築を目的に業務提携を結ぶ。
  - 8月24日 - 株式公開買い付けによりキャビンを連結子会社化（51.66%）。
  - 9月 - ユニクロの「全商品リサイクル活動」がスタート。
  - 10月 - ユニクロよりも低価格志向の新ブランド「ジーユー」1号店を、ダイエー南行徳店内[要出典]に開店。
  - 11月 - 株式会社ビューカンパニー（婦人靴業者）と資本業務提携、33.4%の[要出典]株式を取得[広報 19]。初のグローバル旗艦店となるユニクロ ソーホー ニューヨーク店を出店。
- 2007年（平成19年）
  - 3月 - 1000坪のユニクロ大型店、神戸ハーバーランド店を出店。
  - 4月 - Tシャツ専門店UT STORE HARAJUKU.を出店。
  - 5月 - 東日本最大級1,000坪のユニクロ世田谷千歳台店（東京都）を出店。
  - 7 - 8月 - Jones Apparel Group, Inc.が売却予定であったBarneys New York, Inc.（バーニーズ・ニューヨーク社）の全株式買収に名乗りを上げるが、競合相手のドバイ政府系投資会社「イスティスマール」が買収価格を大きく引き上げたため断念[要出典]。
  - 10月 - 初めてのヒートテックキャンペーンが成功。
  - 11月9日 - ミーナ津田沼がオープン[広報 20]。
  - 7月23日 - 株式会社キャビンの完全子会社化を目指して同社に2度目の株式公開買い付けを実施、8月21日成立（96.94%）[要出典]。
  - 12月29日 - 株式会社キャビンの残る少数株式をすべて取得して、完全子会社化[要出典]。
- 2008年（平成20年）
  - 2月[広報 19] - 株式公開買い付けにより株式会社ビューカンパニーを連結子会社化[広報 21]（98.96%）[要出典]。同年7月には残る少数株式もすべて取得して、完全子会社化[要出典]。
  - 3月 - 株式会社ビューカンパニーを公開買い付けにより完全子会社化。
  - 4月25日 - ミーナ京都がオープン[広報 22]。
  - 5月 - 四川大地震の被災地へ緊急支援物資として衣料品を提供。
  - 5月23日 - ミーナ町田がオープン[広報 23]。
  - 6月 - 『UNIQLOCK』が世界三大広告賞の「カンヌ国際広告祭」でグランプリを獲得。
  - 7月8日 - アスペジ・ジャパン株式会社の全保有株式をAlberto Aspesi & C S.p.A.（アルベルト・アスペジ本部）に売却、同社は子会社から離脱[広報 12]。
  - 8月 - シンガポール共和国におけるユニクロ事業拡大のため、Wing TaiRetai社と合弁会社を設立。ジーユー、ワンゾーン、ビューカンパニーの3社を経営統合し、GOVリテイリングを設立。
  - 9月 - 株式会社ワンゾーンを株式会社GOVリテイリングに社名変更[要出典]。株式会社ジーユーと株式会社ビューカンパニーの事業をGOVリテイリングに統合[広報 21]。
- 2009年（平成21年）
  - 1月29日[要出典] - 株式会社リンク・セオリー・ホールディングスの完全子会社化を目指して同社に株式公開買い付けを実施[広報 24]。3月13日成立（74.58%取得）[要出典]。7月には残りの株式も取得し、完全子会社化[要出典]。
  - 3月 - ジーユーが「990円ジーンズ」を発売。リンク・セオリー・ジャパンを公開買付けにより子会社化。世界的なファッションデザイナー　ジル・サンダー氏とユニクロ商品のデザインコンサルティング契約締結。
  - 4月 - シンガポール共和国初のユニクロ店舗をタンパニーズ ワンに出店。
  - 7月1日 - 株式会社グローバルリテイリングおよび株式会社グローバルインベストメントを、簡易・略式合併方式で吸収合併[要出典]。
  - 8月 - ユニクロがプロ車いすテニスプレーヤー国枝慎吾選手と所属契約を締結。
  - 10月 - ユニクロのグローバル旗艦店、パリ オペラ店を出店。ジル・サンダー氏によるコレクションを全世界のユニクロで販売開始。
  - 11月 - 創業60周年記念キャンペーン朝6時開店を実施。
  - 12月 - 中国・上海市に出店する旗艦店の運営会社として「迅銷（中国）実業有限公司」を設立[要出典]。
- 2010年（平成22年）
  - 3月1日 - 東京本部を千代田区九段北から港区赤坂東京ミッドタウン内のミッドタウン・タワーに移転[広報 25]。
  - 3月 - 台湾に現地法人「台湾優衣庫有限公司」を設立[広報 16]。
  - 6月1日 - リンク・インターナショナルが、リンク・セオリー・ホールディングスならびに株式会社リンク・セールスコーポレーションを吸収合併し「株式会社リンク・セオリー・ジャパン」に商号変更、旧リンク・セオリー・ホールディングスに代わって直接の100%子会社となる[26]。
- 2012年（平成24年）12月 - Jブランドを展開するJブランド・ホールディングスを約250億円で買収し子会社化（80.1%）[27][広報 26]。
- 2014年（平成26年）3月5日 - 香港証券取引所に上場[28][29][広報 27]。
- 2017年（平成29年）2月 - 有明本部が稼動[広報 16]。
- 2019年（平成31年/令和元年）- ユニクロ日本事業（国内部門）の最高経営者（CEO）に、ファーストリテイリングのグループ執行役員、赤井田真希が就任[30]。
- 2021年（令和3年）2月16日 - アパレル企業で時価総額がトップのZARAを展開するインディテックスを超えて、時価総額がアパレル業界において世界一になる。

### 歴代社長
- 柳井正：1984年9月 - 2002年11月
- 玉塚元一：2002年11月 - 2005年8月
- 柳井正：2005年9月 - 現職

## 多角化経営
多角化による経営の安定化を狙い、M&Aだけではなくファーストリテイリング自らも事業展開を模索している。

### 衣料品
1997年（平成9年）から1998年（平成10年）にかけてスポーツカジュアル衣料品店の「スポクロ（スポーツ・クロージング・ウエアハウス）」、ファミリーカジュアル衣料品店の「ファミクロ（ファミリー・クロージング・ウエアハウス）」を展開していた。ユニクロ事業の拡張の一環として位置づけられていたが専門店としては業績が思わしくなく、衣料ブランドをユニクロに一本化するために撤退している。
一方で、2006年（平成18年）10月より新衣料ブランドとして「g.u.（ジーユー）」ブランドを立ち上げている。ユニクロに比べて品質よりも価格を重視したブランドと位置づけられており、首都圏・近畿圏からスタートし徐々に全国展開を行っているものの、店舗展開ペースはユニクロよりもかなり緩やかである。

### 商業施設「ミーナ」開発・運営事業
従来は商業施設内にユニクロなどのグループ企業のブランドを出店する事業のみであったが、2005年（平成17年）からは自らも商業施設自体の開発・運営に乗り出している。建物全体を一括して借り上げてテナントを誘致、「ミーナ」という名称で商業施設を運営している。現在4案件が運営中である。
- ミーナ天神 - 福岡県福岡市中央区天神4丁目（旧マツヤレディス）。2005年（平成17年）10月29日開業。2022年（令和4年）8月15日営業休止。2023年（令和5年）4月28日リニューアルオープン。
- ミーナ津田沼 - 千葉県習志野市津田沼1-3-1 津田沼14番街ビル（新京成第6ビル、旧丸井津田沼店、新京成電鉄新津田沼駅前）。2007年（平成19年）11月9日開業。
- ミーナ京都 - 京都府京都市中京区（河原町通）、京都宝塚ビル（新築）。2008年（平成20年）4月25日開業。
- ミーナ町田 - 東京都町田市町田駅前。旧東急ハンズ町田店。2008年（平成20年）5月23日開業。2023年（令和5年）5月11日一時閉館。同年9月29日リニューアルオープン。

### 青果事業
2002年（平成14年）9月に子会社エフアール・フーズ（代表取締役社長柚木治、現在ジーユー社長）を設立、「SKIP」のブランド名で永田農法による農作物の販売に着手した。ウェブサイト、会員宅配、トラック、テント式仮店舗という4つの販売チャネルで展開していたが、高めの価格設定や会員宅配が消費者から受け入れられず黒字化の目処が立たなくなり事業の継続を断念、2004年3月に同社を解散した。社内では2～3年で黒字を目処に決めており、約28億円の赤字が出たとされる。多角化経営の一テストとみられ、今後の他産業進出への参考と位置づけられている。

## テレビ番組
- 日経スペシャル カンブリア宮殿（テレビ東京）- 出演：会長兼社長 柳井正
  - 「一勝九敗で、勝て！ ～失敗を勝利に変える、 ユニクロ式"勝利"の方程式～」（2008年12月15日）[34]
  - 「柳井正 今夜も登場！ 世界一を目指せ！ユニクロの新戦略」（2008年12月22日）[35]